# Oenothera verrucosa
Oenothera verrucosa är en dunörtsväxtart som beskrevs av Ivan Murray Johnston. Oenothera verrucosa ingår i släktet nattljussläktet, och familjen dunörtsväxter. Inga underarter finns listade i Catalogue of Life.